# USS Hué City

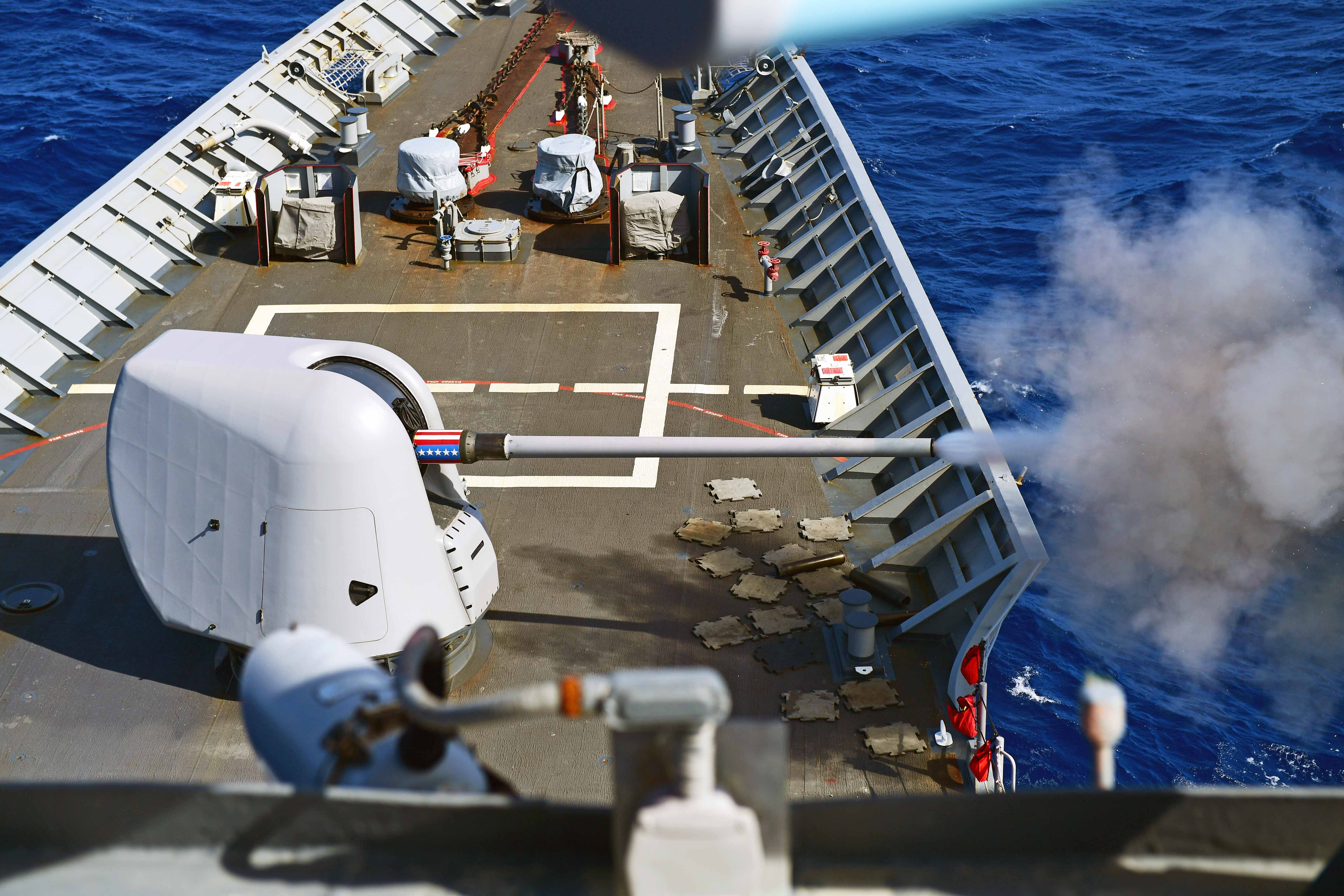
pháo hạm MK-45 khi khai hỏa

USS Hué City (CG-66) là một tàu tuần dương mang tên lửa dẫn đường lớp Ticonderoga phục vụ trong Hải Quân Hoa Kỳ. Nó được đặt hàng vào ngày 16 tháng 4 năm 1987, và đặt lườn vào ngày 20 tháng 2 năm 1989 tại xưởng đóng tàu Ingalls, Pascagoula, Mississippi. Hué City được đưa vào hoạt động ngày 14 tháng 9 năm 1991. Nó được đặt tên theo Trận Mậu Thân tại Huế, chiến đấu trong thành phố xuyên suốt trong Sự kiện Tết Mậu Thân năm 1968 bởi Trung đoàn 1 Thủy quân lục chiến (bao gồm Tiểu đoàn 1 Thủy quân lục chiến số 1, Tiểu đoàn 1 Thủy quân lục chiến số 5, Tiểu đoàn 2 Thủy quân lục chiến số 5 cùng các đơn vị trực thuộc) trong thời gian diễn ra Chiến tranh Việt Nam. Chỉ huy của ba tiểu đoàn trên là những vị khách mời danh dự trong buổi thử nghiệm năm 1991 của con tàu.
Hué City là con tàu duy nhất của Hải quân Hoa Kỳ được đặt tên theo một trận chiến trong Chiến tranh Việt Nam, mặc dù nó đã được lên kế hoạch để đặt tên cho LHA-5 là USS Khe Sanh sau Chiến dịch Đường 9 - Khe Sanh, nhưng con tàu đó đã đưa được đưa vào hoạt động năm 1976 với tên gọi là USS Peleliu. Nó là chiếc tàu chiến duy nhất của Hoa Kỳ được đặt tên theo một trận chiến diễn ra trong Chiến tranh Việt Nam, Hué City đã có cơ hội để tiếp cận với những cựu chiến binh trong trận chiến mà con tàu mang tên. Nó đã làm như vậy thường xuyên khi mà tổ chức lễ tưởng niệm Trận Mậu Thân tại Huế hàng năm theo lịch trình cho phép của con tàu. Lễ tưởng niệm là một cơ hội tuyệt vời để các cựu chiến binh đoàn kết với nhau, gặp gỡ thủy thủ đoàn, cũng như là một khoảng thời gian để họ vinh danh những người đồng đội đã ngã xuống khi chiến đấu với họ.

## Lịch sử của con tàu

### Những năm 1990
Hué City ra khơi vào ngày 11 tháng 3 năm 1993, và để triển khai lần đầu tiên đến Biển Địa Trung Hải với tư cách Chỉ huy tác chiến trên không cho nhóm tác chiến Tàu sân bay USS Theodore Roosevelt (CVBG). Về nguyên tắc hoạt động ở Biển Adriatic, Hué City đã phát triển không ảnh và truyền nó tới các trung tâm chỉ huy trên cạn và trên bờ. Hué City cũng theo dõi sự an toàn của các chuyến bay cứu trợ thuộc Liên hợp quốc tới Bosnia, đảm bảo máy bay Serbia không vi phạm vùng cấm bay. 
Trong khi tiến hành huấn luyện gần Vịnh Guantanamo, Cuba ,vào tháng 4 năm 1994, Hué City được chỉ định đóng vai trò là soái hạm của Hải đội Khu trục 22 để hỗ trợ các lệnh trừng phạt chống lại Haiti. Hué City lên đường cho đợt triển khai thứ hai vào ngày 22 tháng 3 năm 1995, với chiếc Theodore Roosevelt (CVGB). Hué City đóng quân ở Biển Đỏ, nơi nó cung cấp phạm vi bảo vệ trên không cho Lực lượng Tuần tra Không quân Chiến đấu thực thi vùng cấm bay ở Nam Iraq. 
Hué City lên đường đến Biển Baltic vào ngày 24 tháng 5 năm 1996, để tham gia vào các hoạt động với bốn mươi tám tàu từ mười ba quốc gia. Các hoạt động tập trung vào việc theo dõi các mục tiêu trên không, mặt đất và bề mặt trong một lực lượng đặc nhiệm đa quốc gia. Hué City được triển khai vào ngày 29 tháng 4 năm 1997, đến Biển Địa Trung Hải với tư cách Chỉ huy Tác chiến Hàng không cho John F. Kennedy CVGB. Hué City hoạt động ở Biển Adriatic, giám sát tất cả các hoạt động trên không để hỗ trợ các hoạt động hải quân. 
Năm 1999, Hué City lên đường tham gia các hoạt động chống ma túy ở vùng biển Caribe. Cuối năm đó, Hué City tham gia Hoạt động Baltic, một cuộc tập trận đa quốc gia bao gồm 53 tàu chiến từ 12 quốc gia.